# 3652 Soros
3652 Soros (1981 TC3) là một tiểu hành tinh vành đai chính được phát hiện ngày 6 tháng 10 năm 1981 bởi T. Smirnova ở Nauchnyj.